# Vâlcele (Covasna)
Vâlcele is een Roemeense gemeente in het district Covasna.
Vâlcele telt 4084 inwoners. In de volkstelling van 2011 woonden er 4475 mensen in de gemeente. Daarvan zijn 2172 Romazigeuners (49%), 1662 zijn Roemenen (37%) en 430 mensen zijn Hongaren (10%). 